# Бобров, Виктор Павлович
Виктор Павлович Бобров (1907 — ?) — советский учёный, инженер. Лауреат Ленинской премии 1957 года.
В 1936 году окончил Московский вечерний машиностроительный институт. Кандидат технических наук (1952).
С 1953 года — старший научный сотрудник Экспериментального НИИ металлорежущих станков (ЭНИМС) Министерства станкоинструментальной промышленности СССР.
В 1957 году удостоен Ленинской премии за создание комплексного автоматического цеха по производству массовых подшипников на ГГПЗ имени Л. М. Кагановича.

## Сочинения
- Лотки для автоматической загрузки станков. - М.: Машгиз, 1951. - 178 c.
- Проектирование загрузочно-транспортных устройств к станкам и автоматическим линиям. - М.: Машиностроение, 1964. - 291 с.

Соавтор книги:
- Виктор Павлович Бобров, Василий Иванович Чеканов. Транспортные и загрузочные устройства автоматических линий: [Учеб. пособие для машиностроит. техникумов по спец. «Монтаж и эксплуатация металлообраб. станков и автомат. линий»] 119 с. ил. 20 см. М. Машиностроение 1980.